# Araniella displicata
Araniella displicata es una especie de araña tejedora de orbe del género Araniella, de la familia Araneidae, orden Araneae. Fue descrita por Hentz en 1847.
Se distribuye por América del Norte, Europa, Rusia (Europa hasta el Lejano Oriente), Kazajistán, China, Corea y Japón. Fue publicada en Descriptions and figures of the araneides of the United States. Boston Journal of Natural History 5: 443-479, Pl. 23-24, 30-, 31.